# Колдовство 4: Девственное сердце
Колдовство 4: Девственное сердце (англ. Witchcraft IV: The Virgin Heart) — четвёртый фильм из серии фильмов ужасов под названием Колдовство, дистрибьюцией которого занималась Troma Entertainment, а продюсированием Vista Street Entertainment. Премьера в США состоялась 11 июня 1992 года, а в Германии 25 марта 1993. Является сиквелом фильма Колдовство 3: Поцелуй смерти и приквелом к фильму Колдовство 5: Танец с Дьяволом.

## Сюжет
Уилл Спаннер - сын могущественного колдуна, родители которого умерли, как показано в первом фильме. Спаннер неохотно использует свое унаследованное могущество, поскольку он пытается вести нормальную жизнь в качестве адвоката в Лос-Анджелесе. Спаннер сам является сильным колдуном, хотя он боится, что использование его способностей заставит его подчиниться своей темной стороне. 
Спаннер защищает Питера Уайлда, который обвиняется в убийстве своей подруги, и после встречи в стрип-клубе он влюбляется в  девушку по имени Белладонна. Спаннер начинает расследование дела сам. Девушка была фактически убита сумасшедшим убийцей со связями с музыкальным клубом. Белладонна также работает в музыкальном клубе, где музыканты продают свои души владельцу клуба - Сантаре в обмен на обещанную славу. Сантара скрывает, что он-сын Сатаны. Белладонна является агентом Сантары, и пока она не продала свою душу, она находится в плену. Также помощь Спаннеру в его расследовании оказывает сестра обвиняемого убийцы, Лили Уайлд.

## Связь с предыдущими фильмами
В данном фильме Уильям Спаннер является частным адвокатом, в отличие от предыдущего, где он был помощником окружного прокурора. Он упоминает, что его предыдущее участие в деле о сверхъестественном было около трех лет назад, следовательно делаем вывод что с момента действий предыдущего фильма прошло 3 года. Повествование в фильме ведётся от лица самого Спаннера, что является уникальным для этой франшизы. Это последний фильм серии где Уильяма играет Чарльз Соломон, в последующих фильмах его играют уже другие актёры. Клуб называется «Ковен», и Спаннер утверждает, что слышал о нём раньше. Один персонаж утверждает, что был братом Спаннера в предыдущей жизни, но это больше не упоминается в последующих фильмах.

## Критика
Фильм получил в основном отрицательные отзывы критиков.
Слоган фильма "Эротично и страшно" (англ.«Erotic and frightening»), но  TV GUIDE не нашел фильм ни сексуальным, ни страшным, а вместо этого назвал его проходным детективом, плохо написанным даже по малобюджетным стандартам.
AV Film club обнаружил, что фильм имеет много общего с «Синим бархатом» и что это была смесь фильмов нуар и ужасов, но отметил, что диалоги были плохо написаны.
Что касается Man's Number, он оценил напряжение, но мало, заявив: "здесь нет признаков компетентности ни в одном отделе. Сценарий и режиссура ужасны, это один уродливый фильм с точки зрения чистой мутности визуальных и звуковых эффектов, действие смехотворно плохо, временами  невозможно уследить за событиями”.
По состоянию на март 2018 года фильм имеет рейтинг свежести 7% на Rotten Tomatoes.
В Creature Feature фильму дали 3 звезды из пяти.
В рецензии сайта Кино под углом сказано что фильм имеет общие моменты с фильмом Сердце ангела, объясняется это тем что там главный герой точно также брел, не зная куда, и искал неизвестно что.
Фильм имеет рейтинг 3.05 на OFDb.

## В ролях
- Чарльз Соломон — Уильям Спэннер
- Джули Стрэйн — Белладонна
- Клив Пирсон — Сантара
- Лиза Джей Хэррингтон — Лили Уаилд
- Джейсон O'Галигар — Гал
- Эрол Лэндис — лейтенант Говис
- Ориэн Ричман — Пит Уалд
- Сансет Томас — Нора Брекенридж
- Джейсон Блэк — Альб
- Дэвид Э. Армстронг — вышибала
- Джереми Кастен[англ.] — менеджер КСТН

## Производство
Визуальными эффектами занималась компания William Mims Entertainment.

### Технические данные
- Аудио — Стерео
- Плёнка — 16 мм

### Съемочная группа
- Дэн Спикер — Постановщик трюков
- Уильям Мимс — Визуальные эффекты
- Тони Милер — Монтажер

## Релиз
Премьера на VHS в США состоялась 11 июня 1992 года.
Фильм был издан на DVD 19 августа 2003 года.

### В других странах
Премьера на VHS в Германии 25 марта 1993 (Madison Home Video).